# إياد مغاري
إياد أحمد عبد العزيز مغاري (أبو بلال؛ 23 يونيو 1979–6 يونيو 2024) سياسي فلسطيني، كان رئيسًا لبلدية النصيرات منذ منتصف عام 2020 وحتى اغتياله في 6 يونيو 2024.

## حياته
يحمل درجة البكالوريوس في أصول الدين، والماجستير في التاريخ الإسلامي من الجامعة الإسلامية في غزة، ودرجة الدكتوراه في التاريخ الإسلامي من جامعة طرابلس في لبنان.
كان عضوًا في مجلس إدارة كل من: مصلحة مياه بلديات الساحل، والنفايات الصلبة، اتحاد البلديات في غزة، مركز التأريخ والتوثيق الفلسطيني والملتقى التربوي الفلسطيني. بالإضافة لكونه رئيسًا لبلدية النصيرات بين عامي 2020 و2024، ورئيسًا لمجلس الخدمات المشترك للتخطيط والتطوير في وادي غزة، ومديرًا لدائرة شؤون اللاجئين.

## اغتياله
مساء يوم 6 يونيو 2024، اغتالته الطائرات الحربية الإسرائيلية خلال الحرب الإسرائيلية على قطاع غزة 2023–24 بواسطة ضربة جوية على أحد مرافق بلدية النصيرات الخدماتية خلال تواجد إياد مغاري فيه.
وصف المكتب الإعلامي الحكومي في غزة الاغتيال بأنه «جريمة حرب تهدف لخلق فوضى وانفلات». فيما نعته بلدية النصيرات وذكرت: «إن استشهاد رئيس البلدية لن يثنينا عن الاستمرار في أداء واجبنا تجاه أبناء شعبنا، وسنستمر في دورنا وبذل جهدنا الوطني والأخلاقي والمهني لخدمتهم ودعم صمودهم وثباتهم في وجه هذا العدوان.»